# 2010 ストリートファイター
『2010 ストリートファイター』（2010 Street Fighter、ニイマルイチマル ストリートファイター）は、1990年8月8日に日本のカプコンから発売されたファミリーコンピュータ用アクションシューティングゲーム。単に『2010』とも呼ばれる。
2010年の未来を舞台に、サイボーグ警官のケビン・ストレイカーが惑星にはびこる凶悪犯罪者パラサイトたちと戦うSF風アクションゲーム。開発はカプコンおよびステイタスが行い、ゲーム・デザインはアーケードゲーム『大魔界村』（1988年）を手掛けた山本尚司が担当、音楽はアーケードゲーム『ストライダー飛竜』（1989年）を手掛けた民谷淳子が担当している。
2014年2月26日よりニンテンドー3DS用バーチャルコンソール対応ソフトとして、2014年10月15日よりWii U用バーチャルコンソール対応ソフトとして、それぞれ配信された。

## 概要
タイトルに同社の『ストリートファイター』（1987年）の名が付けられているが、対戦型格闘ゲームのシリーズとは全く異なる内容や世界観となっている。なお、本作発売の翌年にアーケードで『ストリートファイターII』（1991年）が稼動を開始することになる。
北米ではNES用ソフトとして『Street Fighter 2010: The Final Fight』のタイトルで発売され、グラフィックとゲーム構成はほぼそのまま、登場キャラクターの名前と設定、ストーリーが変更された。こちらは初代『ストリートファイター』から時を経て科学者となった未来のケン (KEN) が主人公となり、殺された親友の仇討ちのため戦うというストーリーとなっている。ただし、本作における未来のケンの設定は後のシリーズには引き継がれていない。
横スクロールアクションに格闘ゲームを混ぜた独特な操作性で、急かされるステージ移動などもあって、慣れないプレイヤーはかなり苦労する。

## システム

### スーパーアクション
ジャンプ中に十字キーを上に入力すると壁や物、通路につかまることができる。その状態で十字キーを上に入力するとつかまっている物の上に登り、十字キーを下に入力すると降りる。また、柱やたて棒などの近くでジャンプ中に十字キーを横に入力するとつかまることができる。つかまった状態でその物の方向に十字キーを横に入力すると回り込むことができる。
垂直ジャンプ後にBボタンを押すと緊急回避「フリップジャンプ」（バク宙）を行う。フリップジャンプ中は敵からのダメージを受けない。

### 武器
ソニックブリッド
前方か真上に放つエネルギー弾。ショットパワーアップを2つ取るごとに1レベルアップし、より強力なハイパーショットを撃てるようになる。
フリップシールド
フリップシールドカプセルを取り、フリップジャンプを行うと足からシールドが発生して敵にダメージを与える。
バックオプション
オプションカプセルを取ると、背中に光の玉のオプションがつき、敵にダメージを与える。
パワーアップ系のアイテムなどは各エリアにある破壊物に隠れていたり、敵を倒すことで出現する。

### 次元ドア
エリアを進むためには次元ドアに入らなければならない。各エリアにはターゲットとなる敵キャラクターが存在し、それを倒すことによりオープンパワーゲージが上がっていき次元ドアが開く。ただし、開いて10秒以内に入らないと次元ドアが無くなりケビンも消滅する。

## ステージ構成
各惑星を舞台にした全5ステージからなり、ステージは複数のエリア構成となっている。
ステージ1 「地球」
人類が新たな開拓地を求め、惑星に移住を始めた西暦2010年の地球。人間と異星人が入り乱れた社会の中、自らをサイボーグ化した犯罪者や、装甲虫と呼ばれる鎧状の生物を寄生させパワーアップを遂げた「パラサイト」が脅威となる。
ステージ2 森の惑星「タトウィン」
惑星全体の80パーセントが熱帯性植物に覆われているため森の惑星と呼ばれる。以前は危険のない生物のみが棲んでいたが、植物性パラサイトが侵入したために攻撃植物の固まりのような惑星となった。
ステージ3 砂の惑星「ダゴバ」
岩と砂で構成された惑星。砂は鉄分を多く含んでおり、惑星の強力な磁場に影響されて絶えず流れている。
ステージ4 水の惑星「ウォルト」
惑星自体が水源となっており、絶えず大量の水を噴き出している。深海の巨大生物が寄生され、パラサイトの巣と化している。
ステージ5 機械の惑星「マッシーニ」
各惑星で暴れる全てのパラサイトを産み出している要塞惑星。この星の各地には研究中のパラサイトが存在している。

## キャラクター

### 主要人物
ケビン・ストレイカー
ギャラクシーポリス・ヘビークライム（重犯罪）課所属のサイボーグ警官。アメリカ出身。コードネームは「MX-5」。サングラスをかけ、頭を除いた全身を鎧で覆っている。腕にはソニックブリッド発生装置、足にはフリップシールド発生装置を装着している。パラサイトと戦うたびに体に激しい痛みを感じ、自身の体に疑問を抱き始める。
Dr.ホセ
バイオテクノロジーの権威。アメリカ出身。2005年に生物・植物・機械などあらゆる物質に奇生し、その能力を何倍にもアップさせる「奇生装甲虫」を発明した。

### 敵キャラクター
レッド・スティング
地球での最初のターゲット。背中に翼型パラサイトを寄生させており、空を飛ぶ。尾は強力な毒針となっている。
ブライアン
地球での2番目のターゲット。片手に鉄球型パラサイトを寄生させているアンドロイド。鉄球を利用した多彩な攻撃を行う。ギャラリーが観戦する酒場で1対1の戦いとなる。
アンドロボーイ
地球での3番目のターゲット。金で雇われたハンターであり、彼のみパラサイトに寄生されていない普通のアンドロイド。
エレクトリック・トミー
地球での4番目のターゲット。片手に発電型パラサイトを寄生させたサイボーグ。放電攻撃を行うが、その後しばらく充電のために動けなくなる。
フラワーヘッド
森の惑星タトウィンで現れるターゲット。頭部が自立型の植物性パラサイトになっており、植物細胞で形成した胴体を持つ。種子を吐いて攻撃する。
マミー
砂の惑星ダゴバで現れるターゲット。全身に包帯型パラサイトを巻き付けて寄生させている。瞬間移動をしながら攻撃を行う。
ニドサンドマン
砂の惑星ダゴバで現れるターゲット。頭部が自立した骨型パラサイトになっており、砂を利用して体を形成して「サンドマン」に変身する。口からサンドワームを吐く。
シーコブラ
水の惑星ウォルトで現れるターゲット。頭、手、足に硬質パラサイトを寄生させている。水中を泳ぎながら戦い、ドリルのように回転しながら体当たりを行う。

## 移植版
| No. | タイトル                                                       | 発売日                                      | 対応機種        | 開発元   | 発売元   | メディア                              | 型式 | 備考 |
| --- | -------------------------------------------------------------- | ------------------------------------------- | --------------- | -------- | -------- | ------------------------------------- | ---- | ---- |
| 1   | 2010 ストリートファイター Street Fighter 2010: The Final Fight | 2014年2月26日 2014年9月4日 2014年10月2日    | ニンテンドー3DS | カプコン | カプコン | ダウンロード （バーチャルコンソール） | -    |      |
| 2   | 2010 ストリートファイター Street Fighter 2010: The Final Fight | 2014年10月15日 2014年12月18日 2015年1月15日 | Wii U           | カプコン | カプコン | ダウンロード （バーチャルコンソール） | -    |      |

## スタッフ
- プログラマー：H.M.D.（松嶋延幸）、MOE、YOSHILIM（吉田幸司）
- アクター・クリエイター：BENGIE、LUCKY.M、TAMA
- シーン・クリエイター：TADATCHIN、NOBURIN
- 音楽ディレクター：TAMIE（民谷淳子）
- 企画：MIATA YAMAMOTO（山本尚司）
- エグゼクティブ・プロデューサー：PROFESSOR F.（藤原得郎）
- スペシャル・サンクス：スコット・マックスウェル

## 評価
- ゲーム誌『ファミコン通信』の「クロスレビュー」では、5・7・7・6の合計25点（満40点）となっており[15][14]、レビュアーからは、爽快感には欠けるが敵を倒して脱出する過程がパズル的に楽しめるとと評価された他、「面クリア―時の満足感が心地いい」など肯定的に評価されている[15]。

- ゲーム誌『ファミリーコンピュータMagazine』の読者投票による「ゲーム通信簿」での評価は以下の通りとなっており、17.76点（満30点）となっている[1]。同誌1991年5月10日号特別付録の「ファミコンロムカセット オールカタログ」では、「細かでリアルなアクションが迫力モノ」と肯定的に評価されている[1]。

| 項目 | キャラクタ | 音楽 | 操作性 | 熱中度 | お買得度 | オリジナリティ | 総合  |
| 得点 | 3.15       | 3.08 | 2.84   | 2.95   | 2.85     | 2.89           | 17.76 |